# Justizpalast (Florenz)

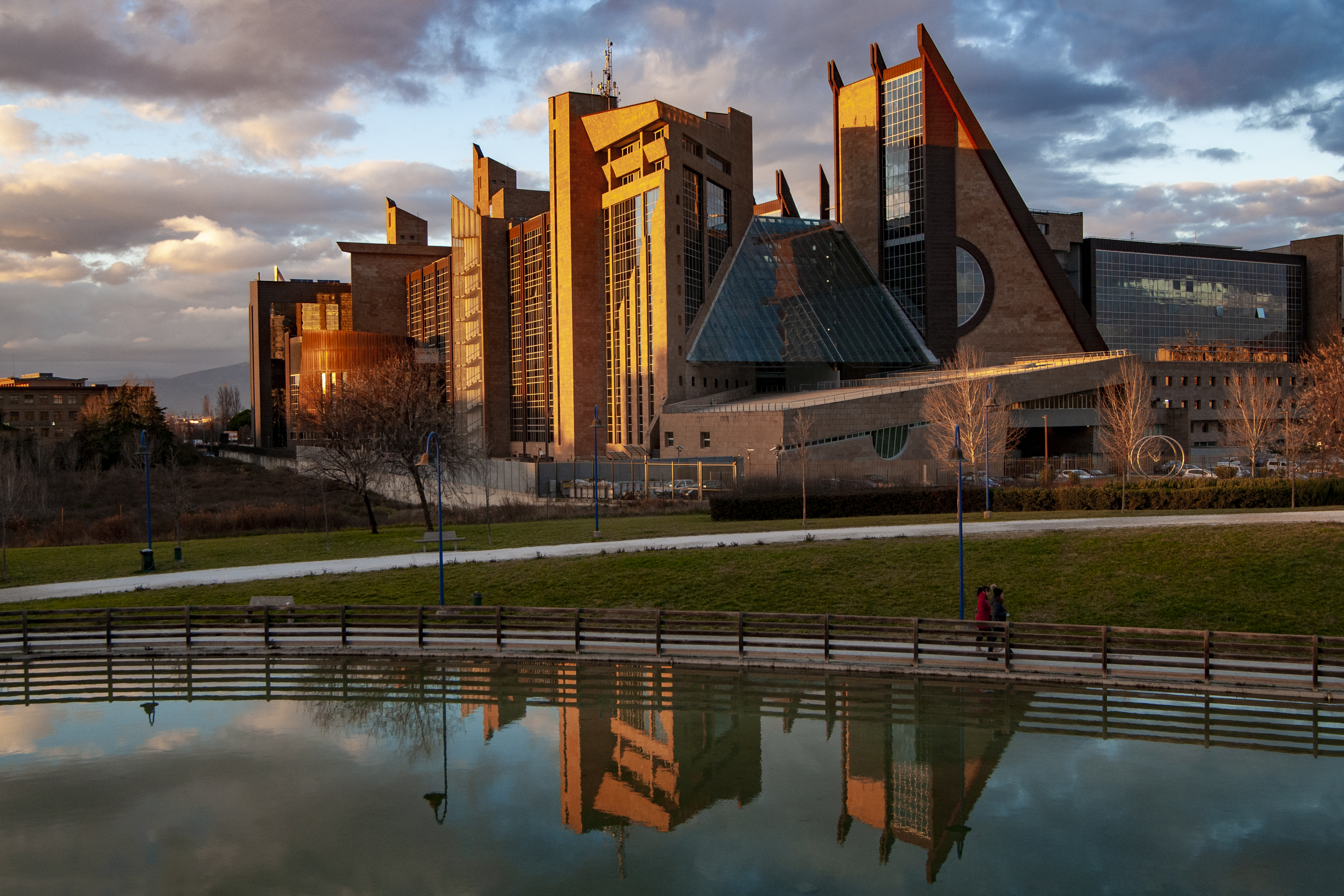
Florenz, Justizpalast

Der Justizpalast von Florenz ist ein seit den 1970er Jahren geplanter, aber erst nach 2000 erbauter Hochhauskomplex im nordwestlichen Randbezirk Novoli der toskanischen Hauptstadt. Der wegen seiner Größe und Form umstrittene Gebäudekomplex basiert auf einem Entwurf des Architekten Leonardo Ricci (1918–1994). Er steht auf dem Gelände einer ehemaligen FIAT-Fabrik in der Nähe der Autobahn A 11 und des Flughafens Peretola und des sozialwissenschaftlichen Zentrums der Universität Florenz. Es handelt sich um das zweitgrößte Gerichtsgebäude Italiens (nach dem Justizpalast in Turin).